# Halmai Tamás
Halmai Tamás (Pécs, 1975. március 15. –) magyar költő, esszéista, kritikus.

## Életpályája
A pécsi Kodály Zoltán Gimnáziumban érettségizett 1993-ban, majd a Janus Pannonius Tudományegyetemen (napjainkban: PTE) végzett magyar irodalom–tanár szakon 1999-ben.
Eddigi munkahelyein magyartanári, napközis nevelői, iskolai könyvtárosi, kulturális rendezvényszervezői, sajtófelelősi, valamint szerkesztői, korrektori munkakörökben dolgozott. Jelenleg óraadó a pécs-vasasi általános iskolában és szerkesztő a Napút Online-nál.
Pécs-Somogyban él.
Szerzői blogja: Felhőposta – Versek, prózák, vízjelek.

## Munkahelyek
- magyartanár, könyvtáros (Kertváros Utcai Általános Iskola, Pécs, 1999–2001)
- magyartanár (Nagy László Gimnázium, Komló, 2001–2007)
- Takács Zsuzsa-szakértő (Digitális Irodalmi Akadémia, 2010-től néhány éven át)
- kulturális szervező (Művészetek és Irodalom Háza, Pécs, 2010–2011)
- sajtófelelős (Baranya Megyei Múzeumok Igazgatósága, Pécs, 2011–2012)
- korrektor (Új Dunántúli Napló, Pécs, 2012–2018)
- külső korrektor, olvasószerkesztő (Kertész Imre Intézet, Budapest, 2018–2022)
- rovatgazda az E-nyelv.hu magazinfelületén (Korrektorglosszák, Nyelvangélium, 2018–)
- szerkesztő (Napút Online, 2022–)
- magyartanár, napközis nevelő (Pécs Meszesi Általános Iskola Vasas-Somogy-Hirdi Általános Iskolája, 2022–)

## Elismerései

### Díjak
- Bárka-díj (2015)
- József Attila-díj (2022)
- Salvatore Quasimodo-emlékdíj (2022)
- Az év legsikeresebb szerzője (Orpheusz Kiadó, 2022)
- Lillafüred Alapítvány ódapályázata, I. helyezett (2023)[1]

### Ösztöndíjak
- Móricz Zsigmond irodalmi ösztöndíj (2007)
- Nemzeti Kulturális Alap alkotói támogatása (2009, 2012, 2018)
- Magyar Művészeti Akadémia művészeti ösztöndíja (2019–2022)
- Magyar Művészeti Akadémia tagozati ösztöndíja (2023–2024)

## Kritikai vélemények munkásságáról
Ezek a költészet létmenekítő szerepét hangsúlyozó, ars poeticai érvényű sorok teszik gyógyító erejűvé alkotói attitűdjüket. S az ehhez társuló, és mindkettejük által előszeretettel alkalmazott szakrális szimbolika, teodiceai nyitottság jelöli ki azt a sajátos látószöget, s határozza meg azt az egyéni látásmódot, amelyet a "kánoni észjárás" az idillnek, mint giccsnek az elutasításával egyszerűen negligál: Acsainál is és Halmainál is. (Bartusz-Dobosi László: Szamuráj-líra. Halmai Tamás: A teljes kör – Acsai Roland versvilága, 2021)
Hogy mire fut ki a Halmai által mesterien űzött retorikai csúszkálás, az legkésőbb a második ciklusban, a Krisztusországban világossá válik, ahol már felismerhetők és szabályos rímelésűek a szonettek: a lények, akik a kötetcím szerint kint járnak, azok az angyalok, akik nem az állattal együtt szolgáltatnak referenciapontot az emberi létezéshez, mint Rilke vagy Nemes Nagy Ágnes verseiben, hanem amelyek természetéhez, létmódjához próbál valahogy a lírai megszólaló hozzáférni. Az angyalok egyszerre jelennek meg átmeneti lényekként és a világon túli entitásokként, olvasatlanként és olvashatatlanként. Mivel az angyalok ugyanúgy nem képesek hozzáférni a mi világunkhoz, mint ahogy a versek beszélőjének meg kell küzdenie a nyelvvel, és torzítania kell azt, hogy képes legyen valami relevánsat mondani az angyalokról, látszólag a kölcsönös idegenség jelenti ember és angyal számára a közös pontot. De csak addig, amíg ez a »köz« is el nem jelentéktelenedik (Angyalkert). A felszámolódás effajta esztétikájával eddig leginkább Győrffy Ákos költészetében lehetett találkozni, Halmai pedig az új kötetében ehhez a lappangó magyar hagyományhoz hozzáteszi a saját lírája hozadékát. (Smid Róbert: Az angyalok nyelvi természetrajza. Halmai Tamás: Kint lények járnak, 2021)
A kötetben látható sokszínűség, dogmáktól mentes spiritualitás, felebaráti szeretet jelszavai vezetnek végig Halmai összes kötetén, érdemes jobban elmerülni e versvilágban. A sajátságos nyelvezet megértése nem mindig könnyű, szójátékokban bővelkedő soraiban nyelv és filozófia fonódik egybe. (Ungi Cecília: „Nincs közünk, csak a közölhetetlenhez” – sorok Halmai Tamás költészetéről, 2022)
Halmai Tamás a spiritualizmust emeli költői szintre. […] Ez a sűrű szövésű, sokjelentésű, magas artisztikummal bíró, egyéni hangú, lassú és elmélyült olvasást igénylő és sok rokonlelkű művésszel kapcsolatot tartó könyv számomra Halmai Tamás eddigi törekvéseinek szintézise és csúcsra járatása, amin érződik, hogy egy művészileg és emberileg érett alkotó munkája. (Acsai Roland: A „Hold-tengeri tekercsekről” – recenzió Halmai Tamásról, 2022)

Az Előfeledések egy kezdet és vég nélküli szövegfolyam benyomását kelti. Bármelyik versét lapozza fel az olvasó, átfogó képet kap Halmai Tamás lírai univerzumáról. Igaz ugyan, hogy a szövegvilág nyelvi és motivikus kialakítása szorosan kötődik a Terapion életeihez, Halmainak mégis sikerült új elemekkel gazdagítania költészetét. Ezek közül talán a legfeltűnőbb, hogy a lírai én nem alteregók mögé bújva szólal meg. Válaszolva a bevezetésben feltett kérdésre, az Előfeledések a terjedelme ellenére sem alkalmaz olyan narratív elemeket, melyek ismétlődő visszatérése egyfajta belső struktúrát alakíthatna ki. Bárhol belekezdhet az olvasó és bárhonnét folytathatja, a kötet koherenciája nem sérül. Ahogy a cím is sugallja, hiába a több száz oldal, csupán előzetes meditációs gyakorlat, amiket olvasunk: bevezetés valamibe, amit szavakkal talán nem is lehet kifejezni. (Sebestyén Ádám: Szóteremtéssel a szavakon túliról. Halmai Tamás: Előfeledések, 2022)

## Kötetei

### 2005–2009
- Amsterdam blue. Versek, prózák; József Attila Kör–L’Harmattan, Budapest, 2005 (JAK)
- Közelítések, távlatok. Esszék, kritikák 1998–2006; Nap , Dunaszerdahely, 2008 (Kaleidoszkóp könyvek)
- Versnyelvtanok. Elemző esszék kortárs versekről; Vigilia, Budapest, 2008
- Isteni fény, emberi lény. Esszék, kritikák; Kortárs, Budapest, 2009 (Kortárs esszék)

### 2010–2019
- Takács Zsuzsa (monográfia); Balassi, Budapest, 2010 (Kortársaink)
- Újraírt emlékezet. Kritikák, esszék. 1998–2010; Nap, Dunaszerdahely, 2010 (Kaleidoszkóp könyvek)
- Kalligráfia. Versek (Marsai Ágnes képeivel); Pro Pannonia, Pécs, 2010 (Pannónia könyvek)
- Székely Magda (monográfia); Balassi, Budapest, 2011 (Kortársaink)
- Szegénység és ragyogás. Írások Vasadi Péter műveiről; Napkút, Budapest, 2012 (Értekezők – etűdök)
- Szilencium (versek); Pro Pannonia, Pécs, 2012 (Pannónia könyvek)
- Gergely Ágnes (monográfia); Balassi, Budapest, 2012 (Kortársaink)
- Az anyagtalan morfológiája. Esszék, kritikák; Kronosz, Pécs, 2014
- Korszerű mágia. Vázlat Rába György költészetéről; Pro Pannonia, Pécs, 2014 (Pannónia könyvek)
- A szeretet kalandja. Bölcsességek, bolondságok; Stádium, Budapest, 2014
- A tengerszelídítő. Gyógyító történetek; Stádium, Budapest, 2015
- Rezervátum. Versek; Pro Pannonia, Pécs, 2015 (Pannónia könyvek)
- Tündérbukfenc. Versek, mesék gyerekeknek (és felnőtt gyerekeknek); Pro Pannonia, Pécs, 2017 (Pannónia könyvek)
- Seb és szellem. Báthori Csaba írói világa; Napkút, Budapest, 2017
- Örömmévalóság. Prózák, esszék, versek, jegyzetek; Napkút, Budapest, 2017
- Alfonz, a barátom. Korrektorglosszák; IKU, Bp., 2018 (Iku-tár)
- Versmeditációk. Fodor Ákos-olvasókönyv; Inter, Budapest, 2018 (Iku-tár)
- Nikla és Dardzsiling között. 33 verselemzés; IKU–Inter Nonprofit , Budapest, 2019 (Iku-tár)
- Terapion életei. Versek; Tipp Cult, Budapest, 2019 (Parnasszus könyvek P-art)
- Isten peremén. Iancu Laura költői világa; Magyar Napló, Budapest, 2019
- Hűség a változáshoz. Bertók László költői világa; IKU, Bp., 2019 (Iku-tár)
- Az athéni szoba. Uri Asaf-meditációk; Scolar, Budapest, 2019
- Mindennapi angyalaink. Fotók és versek; fotó Tám László, vers Halmai Tamás; magánkiadás, Pécs, 2019
- Jézus öregkora. Válogatott és új versek; Pro Pannonia, Pécs, 2019 (Pannónia könyvek)

### 2020–
- Tiszta rendszerek csarnoka. Imre Flóra-olvasókönyv; Iku, Budapest, 2020 (Iku-tár)
- Kleopátra aranyhajói. Szécsi Margit-széljegyzetek; Cédrus Művészeti Alapítvány, Budapest, 2020
- „Imáim lassú lélegzetek”. Lelkigyakorlatok Iancu Laurával; Inter-Iku, Budapest, 2020 (Iku-tár)
- Kint lények járnak. Versek; Prae, Budakeszi, 2020
- A teljes kör. Acsai Roland versvilága; Cédrus Művészeti Alapítvány, Budapest, 2020
- Ezerjófű. Versek; Pro Pannonia, Pécs, 2021 (Pannónia könyvek)
- A megtérés művészete. Írások Pilinszky Jánosról; Vigilia, Budapest, 2021
- Az egyetemes Babits. Esztergomi esszék; Ikku-Inter, Budapest, 2021 (Iku-tár)
- Jáde és kavics. Tao-tö-king-átirat Tőkei Ferenc prózafordítása alapján; Orpheusz, Bp., 2021
- Pascal, Hölderlin, Weil. Kommentárok és kontemplációk; Cédrus Művészeti Alapítvány, Budapest, 2022
- „Ha angyalt látsz vendégül…” Károlyi Amy költői világa; Inter-Iku, Budapest, 2022 (Iku-tár)
- Előfeledések. Versek; Napkút, Budapest, 2022
- Az ékszerteknős és az abbé. Kalász Márton költői világa; Cédrus Művészeti Alapítvány, Budapest, 2022
- Az egypartú folyó. Koanok, történetek, Jézus-glosszák; Interkulturális Kutatások Kft., Budapest, 2023
- Az orfeuszi nádasok felett. Takáts Gyula drangalagi költészete; Takáts Gyula Irodalmi Alapítvány, Kaposvár, 2023
- Egy papagáj gyerekkora. Stílusjátékok; Cédrus Művészeti Alapítvány, Budapest, 2023
- Senki a bíbor seregekből. Emily Dickinson-átiratok; Orpheusz, Budapest, 2023
- A feltámadás olvasópróbája. Széljegyzetek Hegedűs Gyöngyi költészetéhez; Cédrus Művészeti Alapítvány, Budapest, 2023
- Neogenezis. Pilinszky-olvasatok; Cédrus Művészeti Alapítvány, Budapest, 2023
- Egy gyermek énekel. Adrian Mitchell-átiratok; AB Art, Budapest, 2023
- A hívatlan vendéglátó. Filip Tamás versvilága; Hungarovox, Budapest, 2023
- Hangtáj, 1–3.; Napkút, Budapest, 2023 (versek)
- Miért Rilke? Beszélgetés Báthori Csabával; Cédrus Művészeti Alapítvány, Budapest, 2024[7]
- A Jagger nevű filozófus. Popkulturális jegyzetek; IKU, Budapest, 2024 (IKU-tár)
- Szőlőszem és nyárfa. Széljegyzetek Iancu Laura költészetéhez; Cédrus Művészeti Alapítvány, Budapest, 2024
- Napra szorított felhő. Izsó Zita versvilága; Cédrus Művészeti Alapítvány, Budapest, 2024[8]
- Búvótenger. Esszék, kritikák, olvasatok; Kairosz, Budapest, 2024
- Templomgyógyítók (esszék, jegyzetek); Cédrus Művészeti Alapítvány, Budapest, 2024
- Levelek a Miles Davis-kolostorból (versek); AB Art, Budapest, 2024
- A lélek textúrája. Vázlat Halmosi Sándor költészetéről; Cédrus Művészeti Alapítvány, Budapest, 2024
- A varázsló madara. Regényjáték, versekkel; Orpheusz, Budapest, 2024
- Örömnek olaja rajtad. Bibliai haikuk; Cédrus Művészeti Alapítvány, Budapest, 2024
- Nyelvangélium. Gondolatkák, rábukkanások, fölfeleismerések; Interkulturális Kutatások Kft., Budapest, 2025
- A szabadság esztétikája. Széljegyzetek Harcsa Veronika zenei világaihoz; Cédrus Művészeti Alapítvány, Budapest, 2025
- A megnyerhető Tandori. Esszék, beszélgetések; Cédrus Művészeti Alapítvány, Budapest, 2025
- Idők bőre alól fényed kiserken. Versek; AB Art, Budapest, 2025[9]
- Vasárnapból van az ember. Haikuk Iancu Laura verseiből; Cédrus Művészeti Alapítvány, Budapest, 2025

## Interjúk
- Gondolkodni és beszélni tanítunk (2022)[10]
- „Ez a díj most egyszerre öröm és felelősség” (2022)[11]
- Úgy látszik, mások ízlésétől tanulunk sajátot (2022)[12]
- Pilinszky 100 – Jelenléti energetika. Halmai Tamás költővel a száz éve született Pilinszky János műveiről (2021)[13]
- Versek kávé után (2021)[14]
- Megkérdeztük Halmai Tamást (2017)[15]
- „A toll feladata: elérni, hogy a kardnak ne legyen feladata” (2015)[16]

## Szervezeti tagságai
- Berzsenyi Dániel Irodalmi és Művészeti Társaság
- MA Populáris Kultúra Kutatócsoport (2023)
- Magyar Művészeti Akadémia nem akadémikus köztestületi tagja (2023)
- Magyar Katolikus Újságírók Szövetsége (2023)